# Cenotáfio Memorial de Guerra, Colombo
O Cenotáfio Memorial de Guerra em Viharamahadevi Park, Colombo, Sri Lanka, é um memorial de guerra dedicado aos militares do Sri Lanka mortos em combate durante as duas guerras mundiais. É composto por um cenotáfio e paredes. A primeira pedra foi lançada pelo Brigadeiro General Sir William Henry Manning, Governador do Sri Lanka, em 7 de dezembro de 1921 e foi inaugurada por ele em 27 de outubro de 1923 no Galle Face Green e era conhecida como a Torre da Vitória. Foi desmontado e reerguido em Victoria Park, durante a Segunda Guerra Mundial, após temores de que os japoneses pudessem usá-lo como um marcador para direccionar os seus ataques. O cenotáfio contém os nomes dos mortos na Grande Guerra, enquanto as paredes do memorial atrás dele mantém os nomes dos mortos na Segunda Guerra Mundial. Uma mulher solteira, Miss L. Midwood está listada entre os mortos da Grande Guerra.
Um Serviço Nacional de Memória anual é realizado no local no Domingo da Memória, o domingo mais próximo de 11 de novembro (Dia do Armistício) de cada ano.